# Mebond
Mebonden este o localitate din comuna Selbu, provincia Sør-Trøndelag, Norvegia, cu o suprafață de 1,01 km² și o populație de 876 locuitori (2013).